# Vandans
Vandans är en ort och kommun i distriktet Bludenz i förbundslandet Vorarlberg i Österrike.